# Sadystówka
Sadystówka – mur skalny w północno-wschodniej części Krzemionek Zakrzowskich (Zakrzówka) w Dzielnicy VIII Dębniki w Krakowie. Uprawiana jest na nim wspinaczka skalna.
Sadystówka znajduje się na terenie uroczyska Skałki Twardowskiego będącego jednym z terenów rekreacyjnych Krakowa. Jest dobrze znana krakowskim wspinaczom, brak jej jednak w przewodnikach wspinaczkowych, nie jest zaznaczana na mapach, bardzo też mało o niej informacji w internecie. Sadystówka to skalny mur będący pozostałością dawnego kamieniołomu wapienia Kapelanka. Jego wysokość nie przekracza 5 m, ale ma długość 80 m. Jest idealnie pionowy, w niektórych miejscach nieco przewieszony. W środkowej części wykuto w nim niewielką komorę zamykaną drzwiami.
Na Sadystówce wspinano się już od około 100 lat. W 1910 roku na Zakrzówku przeprowadzili ćwiczenia wspinaczkowe dla taterników Mieczysław Świerz i Kazimierz Piotrowski, później wspinali się tutaj wspinacze krakowscy. Tak długotrwałe uprawianie wspinaczki spowodowało, że wszystkie uchwyty są bardzo wyślizgane. Na Sadystówce jest tylko jedna droga wspinaczkowa – ale długa, jest to bowiem droga nie w górę, lecz w poprzek, trawersująca całą długość muru. Wyceniono ją na VI.3 w skali polskiej. Zaletą Sadystówki jest to, że można się na niej wspinać również w zimie, przy ujemnej temperaturze, jeśli tylko słońce świeci na mur. Dawniej, gdy nie było sztucznych ścian wspinaczkowych niektórzy wspinacze trenowali na niej przez cały rok, dzięki czemu na wiosnę nie tracili formy. Matematyk Tomek Opozda przechodził Sadystówkę dziesięć razy non-stop.
Na Sadystówce chwyty błyszczą jak dopiero co wypucowana łazienkowa glazura i może być uznana za krakowski wzorzec wyślizgania, nadal jednak jest obiektem wspinaczki. W jej sąsiedztwie jest kilka innych ścian wspinaczkowych o pionowych ścianach: Baba Jaga, Ciąża, Freney, Problemówka, Szara Ścianka. Wysokość niektórych przekracza 30 m.

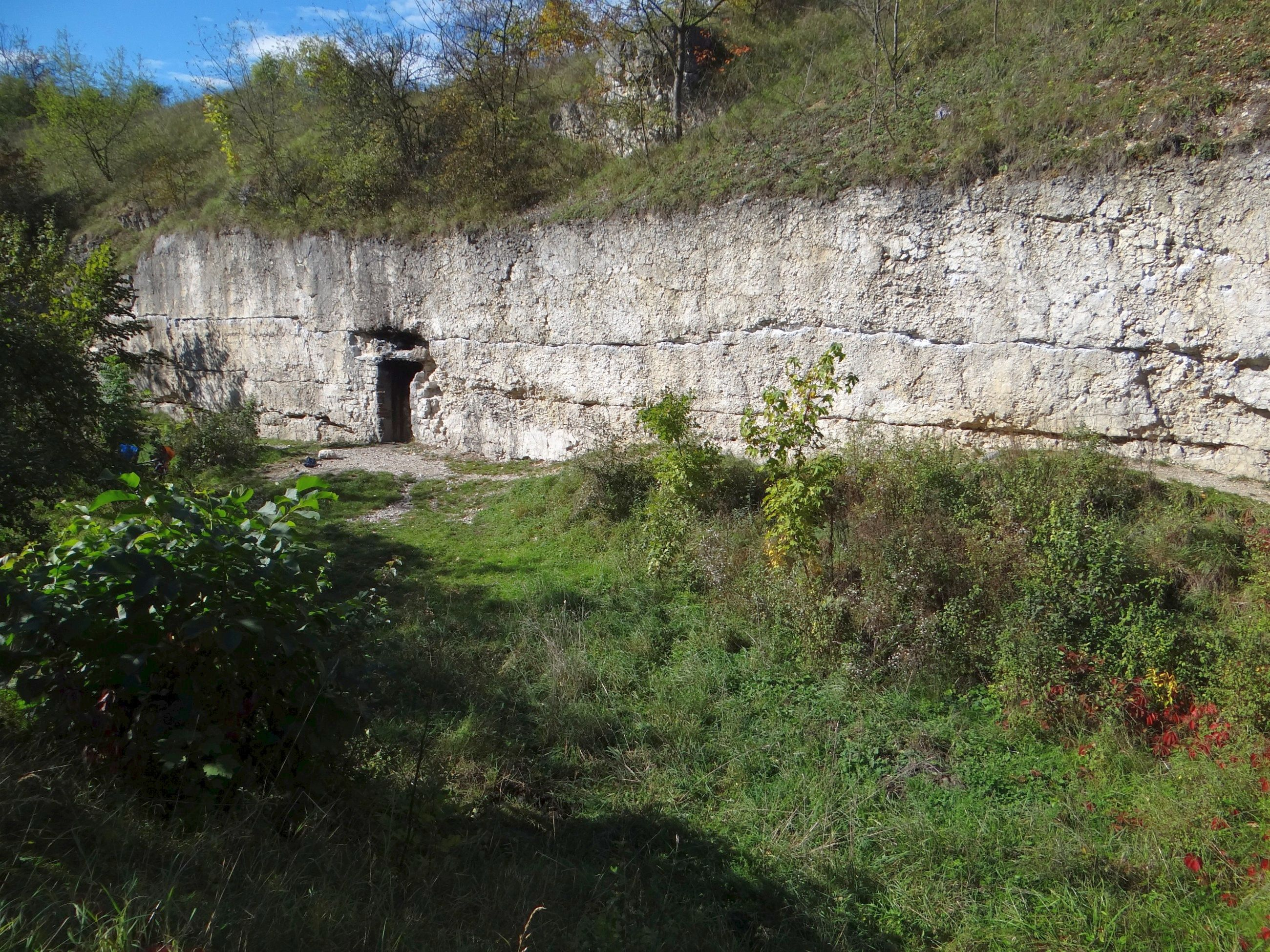
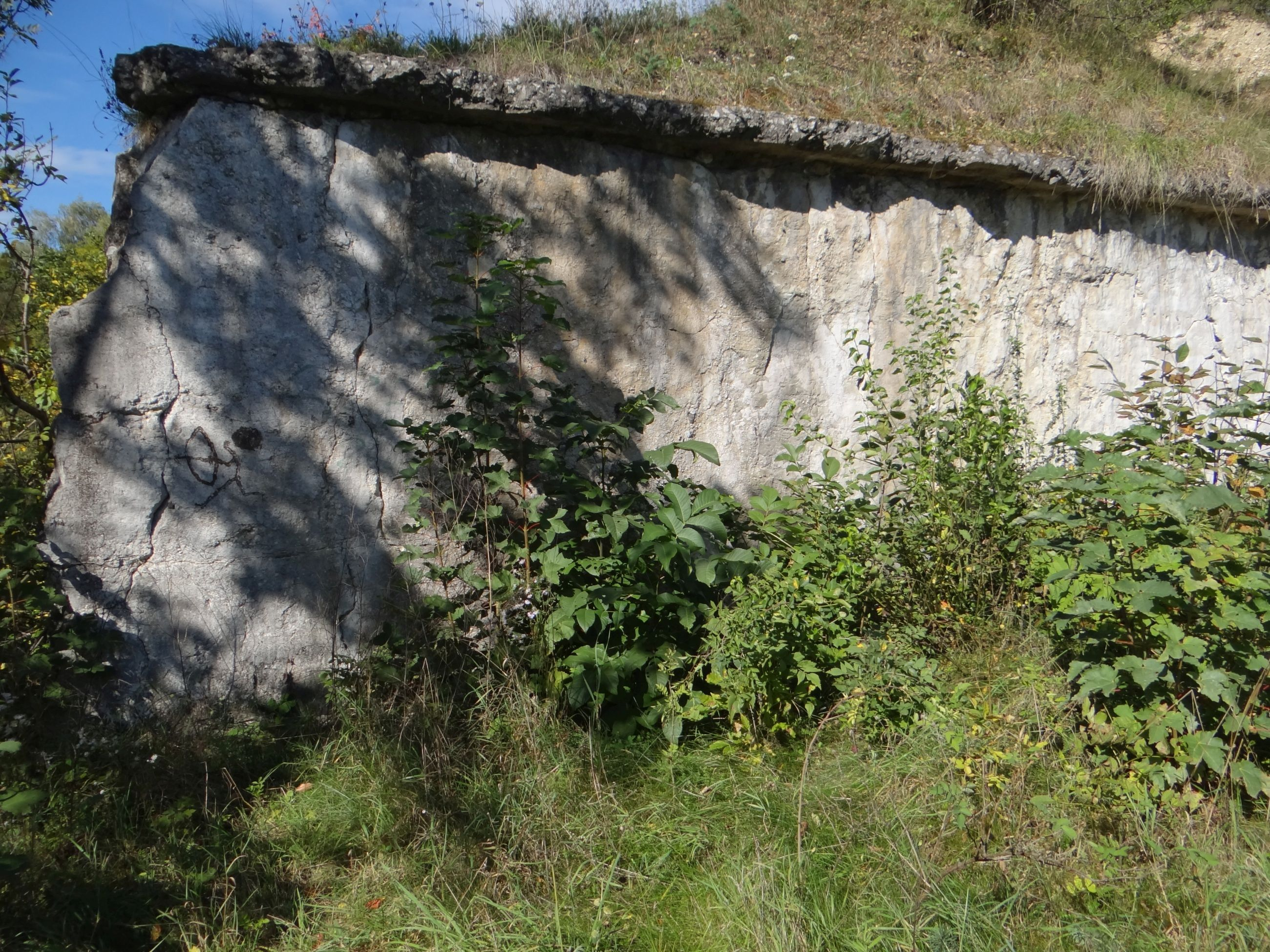
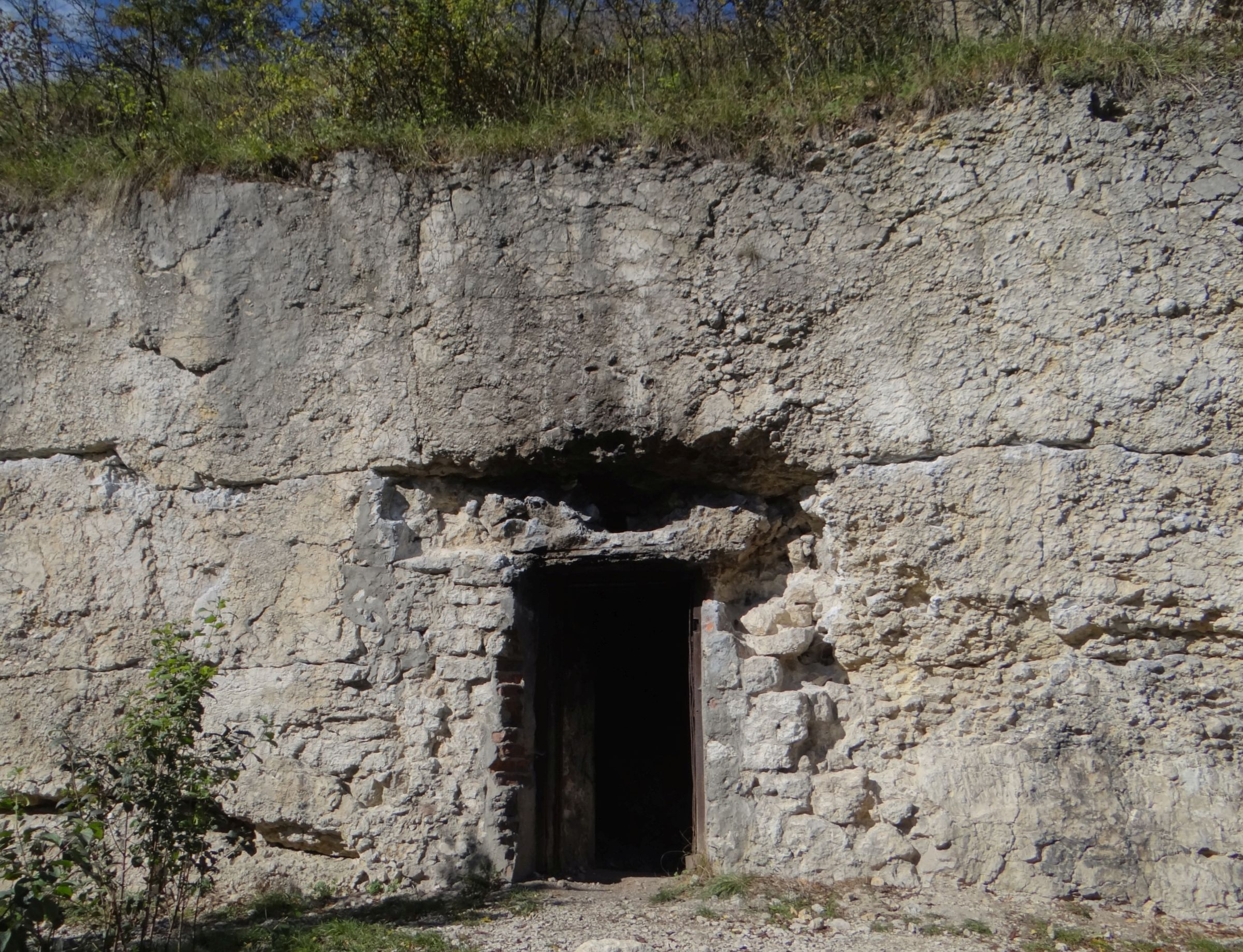
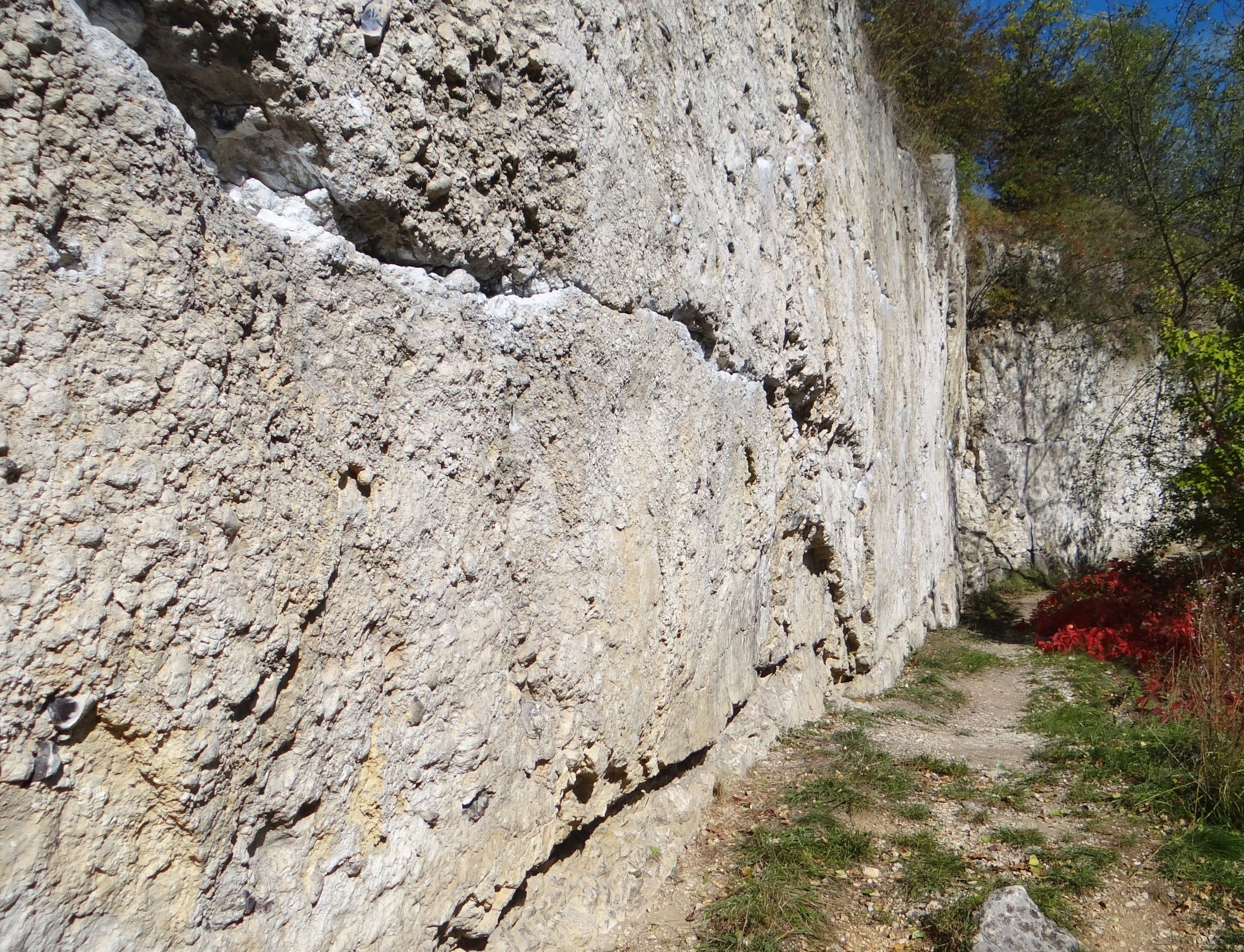
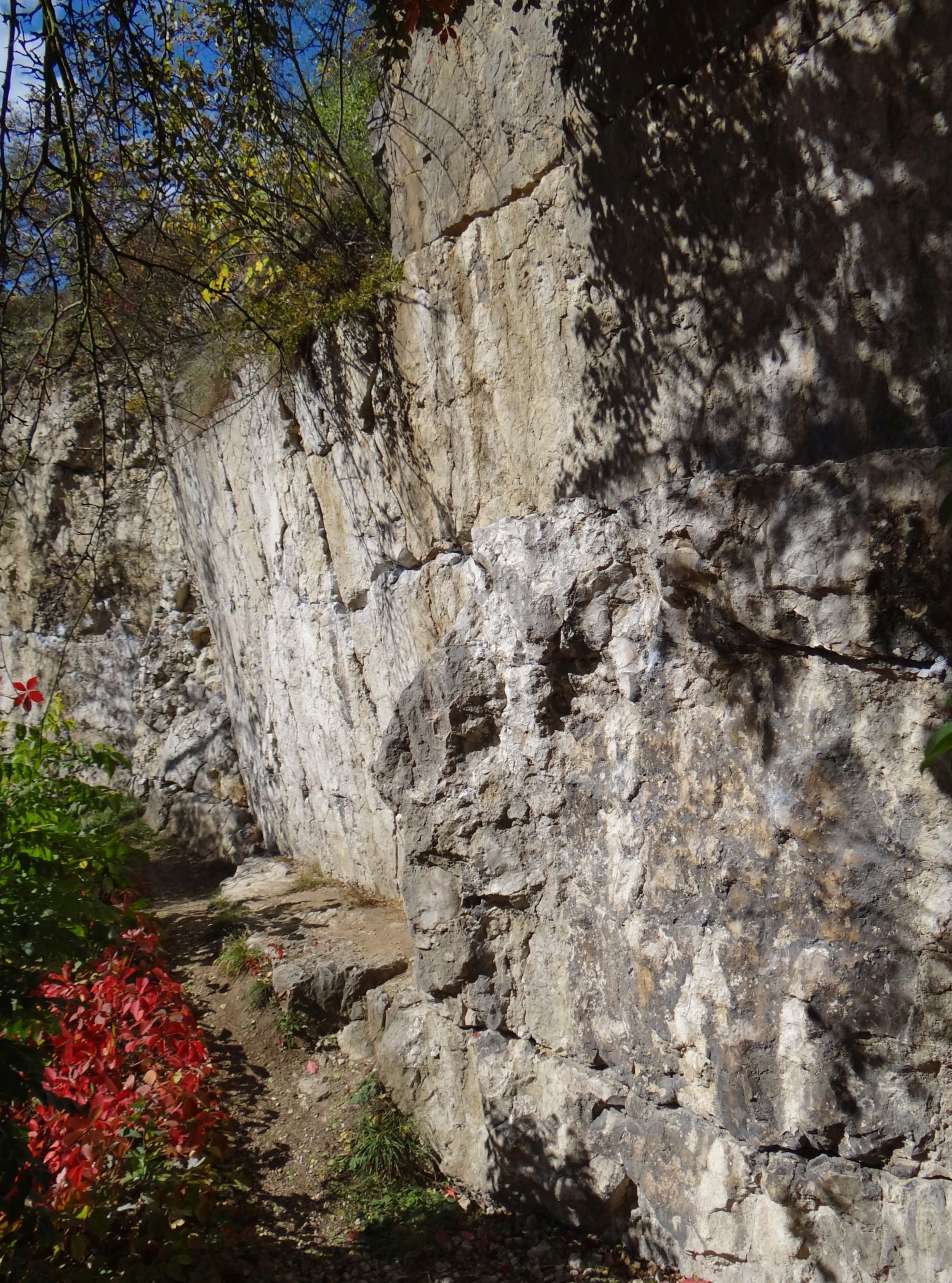
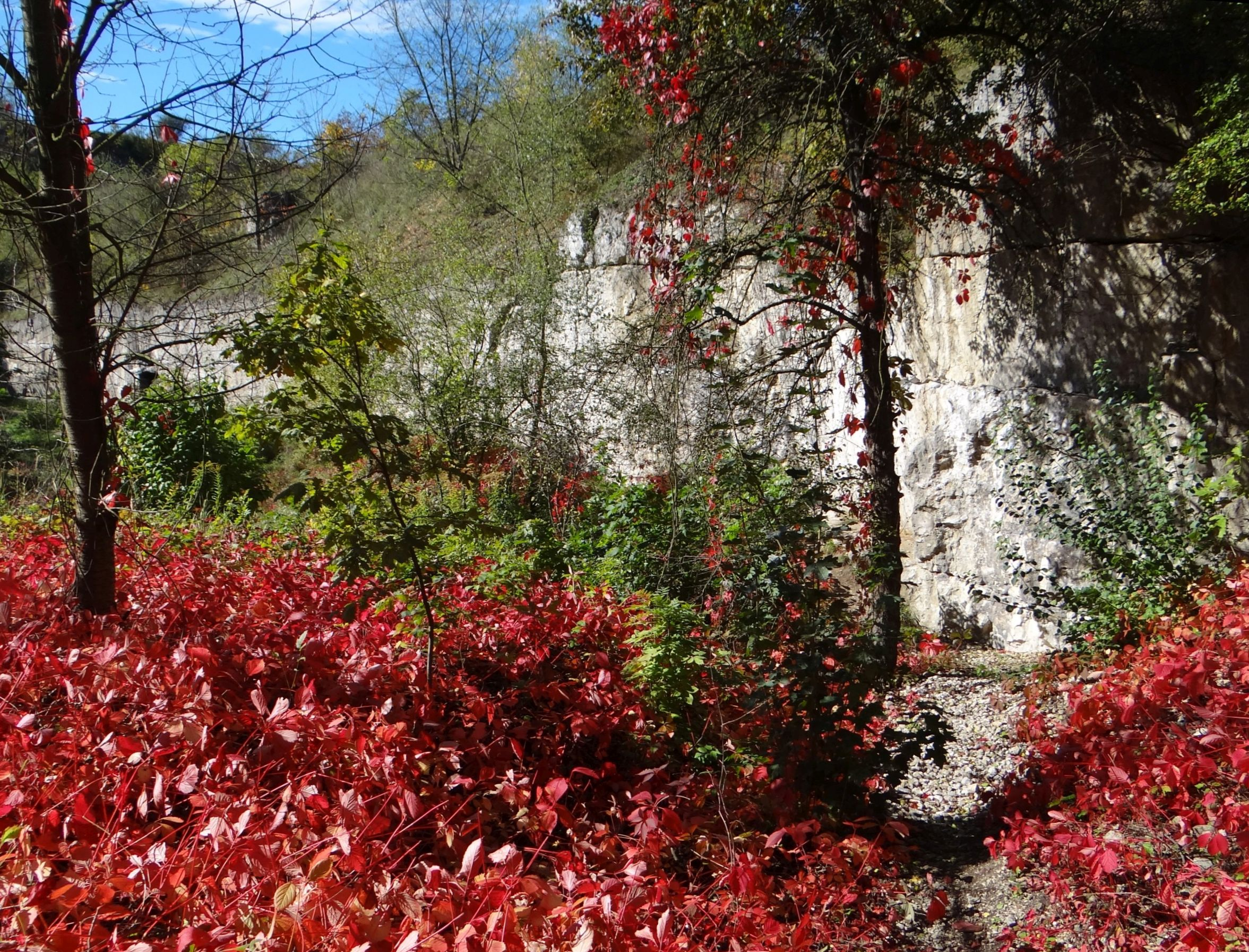